# Ardennes Mega trail
 (août 2025).
Motif : absence de sources secondaires indépendantes, pérennes et de qualité suffisantes. Le sourçage est à 99% local ou primaire.
- Archive Wikiwix
- Bing
- Cairn
- DuckDuckGo
- E. Universalis
- Gallica
- Google
- G. Books
- G. News
- G. Scholar
- Persée
- Qwant
- (zh) Baidu
- (ru) Yandex
- (wd) trouver des œuvres sur Wikidata

| 1. | Préciser le motif de la pose du bandeau. | Précisez le motif de la pose du bandeau en utilisant la syntaxe suivante : {{admissibilité à vérifier\|date=août 2025\|motif=remplacez ce texte par le motif}}                           |
| 2. | Informer les utilisateurs concernés.     | Pensez à avertir le créateur de l'article, par exemple, en insérant le code ci-dessous sur sa page de discussion : {{subst:avertissement admissibilité à vérifier\|Ardennes Mega trail}} |

L'Ardennes Mega trail ou AMT est une course à pied en pleine nature et de  longue durée, s'inscrivant dans les vallées encaissées de la Meuse et de la Semoy, au sein du massif ardennais, comportant quatre distances.

## Les trajets
L’événement comporte quatre courses et a lieu le dernier samedi du mois de juin. Des sorties / trail de préparation/découvertes sont organisées les mois précédents.

### L'Ardennes Méga Trail (AMT)
C'est la course historique.
Initialement, elle faisait 80 kilomètres pour 4 000 mètres de dénivelés. Elle a évolué depuis pour faire, en 2015, 93 km et 4800 mD+.
Le trajet passe notamment par Monthermé, les Quatre fils Aymon, Bogny-sur-Meuse, Laifour, les Dames de la Meuse, la côte de Madagascar, le Roc La Tour, Les Hautes-Rivières, .... Des terrains de légendes, un trajet accidenté et des versants abrupts qui, par leurs dénivelés significatifs, n’ont rien à envier aux épreuves montagnardes. 
Jusqu'en 2015, l'AMT se courrait en totale autonomie alimentaire. Depuis 2016, 3 ravitaillements "solides " sont prévus, sur la grande course uniquement (et relativement légers).
Parmi les coureurs, beaucoup de français bien évidemment, mais également énormément de Belges et Hollandais. Une dizaine de pays sont représentés.
L'AMT, sur ces 2 plus grandes distances (AMT et RLT)  est une épreuve qualificative pour l'Ultra-Trail du Mont-Blanc.

### La deuxième course: Le Roc la Tour (RLT)
Elle fait 54 kilomètres et comporte 2 600 mètres de dénivelé positif. Pour que chacun puisque commencer à écrire sa légende, sur une terre de légendes….

### La troisième course: Le relais des Quatre fils Aymon (4FA)
Créé en 2014, il s'agit d'une course en duo où chacun se partage 27 km et 1300 mètre de dénivelé positif sur le même itinéraire que le Roc La Tour. Le départ de ces deux courses se fait en même temps.

### La quatrième course :Les Crêtes De Semoy (CDS)
Née en 2016, la CDS (12 km et 600 mètre de dénivelé positif) se veut populaire afin de permettre au plus grand monde de participer à la fête.
Populaire ne veut pas dire ultra facile, la difficulté dans ces paysages à dents de scie est toujours présente.

## Nombre de participants
| Année | Nbre partic. | Témoignages                                                                                          |
| ----- | ------------ | --- |
| 2017  | 1320         | |
| 2016  | 935          | |
| 2015  | 815          | |
| 2014  | 826          | 28 juin 2014.                                                                                        |
| 2013  | 538          | 15 juin 2013.                                                                                        |
| 2012  | 402          | 30 juin 2012.                                                                                        |
| 2011  | 400          | 2 juillet 2011. Reportage du journal télévisé France 3 sur le site de l'AMT                          |
| 2010  | 220          | 3 juillet 2010. Vidéo sur Youtube. Récit sur Kikourou. Photos par un des membres de l'organisation . |

## Palmarès de l'Ardennes Mega trail
| Palmarès hommes |                         |             |                  |               |
| Année           | Nom                     | Nationalité | Temps            | Remarques     |
| 2018            | Vincent Tassiaux        | France      | 10 h 38 min 47 s |               |
| 2017            | Vincent Tassiaux        | France      | 11 h 17 min 54 s |               |
| 2016            | Bertrand Collomb-Patton | France      | 10 h 59 min 24 s |               |
| 2015            | Frédéric Jung           | France      | 11 h 04 min 38 s |               |
| 2014            | Frédéric Audran         | France      | 11 h 27 min 26 s | tracé allongé |
| 2013            | Laurent Remacle         | Belgique    | 10 h 11 min 27 s | [ 12 ]        |
| 2012            | Alexandre Hayetine      | France      | 10 h 8 min 48 s  | [ 14 ]        |
| 2011            | Marc Antoine Janody     | France      | 9 h 32 min 45 s  | [ 16 ]        |
| 2010            | Alexandre Hayetine      | France      | 9 h 21 min 23 s  | [ 17 ]        |

| Palmarès femmes |                     |             |                  |               |
| Année           | Nom                 | Nationalité | Temps            | Remarques     |
| 2017            | Elise Delannoy      | France      | 13 h 34 min 20 s |               |
| 2016            | Claire France       | France      | 14 h 35 min 9 s  |               |
| 2015            | Annick Saives       | France      | 15 h 29 min 38 s |               |
| 2014            | Mildred Haans       | Pays-Bas    | 13 h 2 min 36 s  | tracé allongé |
| 2013            | Marjolein Bil       | Pays-Bas    | 12 h 34 min 59 s | [ 12 ]        |
| 2012            | Jolanda Linschooten | Pays-Bas    | 12 h 19 min 6 s  | [ 14 ]        |
| 2011            | Martine Hofstene    | Pays-Bas    | 12 h 4 min 58 s  | [ 16 ]        |
| 2010            | Sylvie Negro        | France      | 11 h 11 min 21 s | [ 17 ]        |

## Organisation
L'organisateur de la course, chargé également de la communication sur l'événement, est l'Athlétic Bélair Club. (http://abc.clubeo.com/) 
Pour cette manifestation sportive, l'Athlétic Bélair Club s'appuie sur plus de 200 bénévoles qui assurent le ravitaillement, les contrôles et la sécurité.
Parmi eux, une centaine de jeunes sont issus des centres sociaux, avec pour certains un brevet de secouriste en poche. Ils sont responsables d'un tiers du parcours. Ceci correspond à la volonté de  l'Athlétic Bélair Club d'offrir à ces personnes l'opportunité de contribuer à un projet stimulant.
Cette course, sans dotation financière, inscrit dans son règlement une charte de l'éthique environnementale. Elle prône les valeurs de partage et de solidarité.